# Journal of Chemical Theory and Computation
Journal of Chemical Theory and Computation (ook JCTC) is een internationaal, aan collegiale toetsing onderworpen wetenschappelijk tijdschrift op het gebied van de
fysische chemie.
De naam wordt in literatuurverwijzingen meestal afgekort tot J. Chem. Theor. Comput.
Het wordt uitgegeven door de American Chemical Society en verschijnt maandelijks.
Het eerste nummer verscheen in 2005.